# 田町 (八王子市)
田町（たまち）は、東京都八王子市の町名。丁番を持たない単独町名であり、住居表示実施済区域。郵便番号は192-0064（八王子郵便局管区）。

## 地理
八王子市東部、市街中心部北側の浅川南岸に位置する。中央地域に属する。北で浅川河川敷を占める暁町に隣接し、東・南・西で元横山町に取り囲まれている。暁橋南詰西側のおよそ150メートル四方の住宅地。1958年（昭和33年）4月1日の売春防止法施行まで存在した田町遊廓（八王子遊廓）の跡地である。町域内は概ね平坦である。町域南側を東西に走る通りは他の区画に比べて道幅が広いが、これはかつての遊廓中央に設置された大通りの名残であり、大門は町域東側に設置されていた。

## 歴史

### 江戸時代から戦前まで
江戸時代の八王子宿には横山宿・八日市宿・八幡宿・八木宿など15の宿場が配されていた。この旅籠に飯盛女（飯盛女郎）を置くことが許されたのは1718年（享保3年）、横山宿・八日市宿の12軒のみであったが、下女・下働き等の名目で同様の営業を行っていたものも数多くあったと言われている。宝暦年間にはその数は30軒近くあったと見られている。『三多摩風土史』によれば、「宿駅には『足洗い』、『めしもり』、『やまだし』などのごとき旅情を慰めるたぐい多く八王子青楼の前身をなす」と書かれている。この「八王子青楼」は、後に現在の田町に作られた八王子遊廓を指している。 1893年 (明治26年)8月に遊廓「新万楼」から出火し、八王子町の八日町・本町の702戸を焼く大火が発生の後甲州街道沿いの横山町等に散在していた飯盛旅籠（1872年（明治5年）の娼妓解放令以降は「貸座敷」）を元横山町妙薬寺裏の田地に移したのが八王子遊廓の始まりである。この八王子遊廓は1897年（明治27年）に当局に指定された。八王子遊廓は東側に大門を備え、堀に見立てた小さな側溝を巡らせてあった。この八王子遊廓の土地は元横山町の内で「田町」・「浦田」・「新地」等と通称されていたが、1912年（大正元年）に正式な新町名となった。1917年（大正6年）には八王子市の市制施行のため、八王子市の町名となった。この当時のは大門の外に10軒の宅地が並んでいたほかは大門と周囲に巡らせた側溝内側の八王子遊廓と、側溝の外側の若干の田地で構成されていた。八王子遊廓は大門から入った中央に3か所の井戸を交えた桜と柳の並木を備えた大路の両側に妓楼が並んでおり、大門から入って左側手前から大黒楼・道米楼・但州楼・角勢楼・大桝楼・武蔵楼・尾張楼・栄太楼・大川楼・亀万楼・紅葉楼（手前から1-11番地）が並び、右側手前から但清楼・楓楼・福万楼・桝万楼・弥生楼・藤本楼・大万楼・今万楼・大和楼（奥から12-21番地）が並んでいた。大和楼の裏には性病検査のための病院（32番地。警視庁管轄の八王子病院。現存しない）が置かれていた。田町には衛生設備が備えられていたため梅毒等の性病で入院する患者は田町の娼妓より中町の芸者の方が多かったといわれている。妓楼はこの他に西玉楼、宏陽楼、三崎楼、吉濱楼、いろは楼、徳万楼の名が確認されている。

### 第二次世界大戦後
第二次世界大戦の敗戦後、1945年（昭和20年）8月の八王子空襲の被害を受けなかった田町遊廓はアメリカ兵に独占される状態になり、大門脇には裸電球を提げた天幕が衛生上の理由（クレゾールを用いた洗滌等）で置かれた。ただし、若い衆（妓夫・妓夫太郎）の多くは徴兵で失われ、女たちも慰安婦にとられたり食糧事情により郷里に帰しており多くが復帰していない状態であり、ほぼ本来の機能を失っていた田町遊廓は使えそうな建物を急ぎで修理して用い、女たちは相模ダム建設現場に従事する飯場人夫の相手をしていた者などをかき集めたといわれる。しかし田町遊廓に通うアメリカ兵達は多く、八王子駅北口から田町遊廓までアメリカ兵の長い列が続いているのが見受けられたという。　後にアメリカ兵はGHQにより「オフリミット」（立ち入り禁止）とされ、オフリミット後は日本人によって利用された。1958年（昭和33年）4月1日には 売春防止法施行により、八王子遊廓が廃止された。遊廓廃止後は新たに宅地化が行われ、当時の建築が残っている部分はごく僅かである。1970年（昭和45年）には元横山町と一部の境界を変更し、現在の町域になっている。

### 田町遊廓の店別在籍数
| 店名     | 娼妓 | 芸妓 | 合計 | 備考                                                                         |
| -------- | ---- | ---- | ---- | ---------------------------------------------------------------------------- |
| 大黒楼   | 10   | 0    | 10   | 1番地。大門を入ってすぐ右側に存在した。                                      |
| 道米楼   | 11   | 0    | 11   | 2番地。                                                                      |
| 但州楼   | 8    | 3    | 11   | 3番地。                                                                      |
| 角勢楼   | 14   | 4    | 18   | 4番地。                                                                      |
| 大桝楼   | 11   | 3    | 14   | 5番地。武蔵楼との間に小路があった。                                          |
| 武蔵楼   | 7    | 1    | 8    | 6番地。大桝楼との間に小路があった。                                          |
| 大尾張楼 | 12   | 2    | 14   | 7番地。後に尾張楼に改められた。                                              |
| 栄太楼   | 7    | 1    | 8    | 8番地。                                                                      |
| 大川楼   | 8    | 2    | 10   | 9番地。                                                                      |
| 亀万楼   | 10   | 1    | 11   | 10番地。                                                                     |
| 紅葉楼   | 8    | 2    | 10   | 11番地。亀万楼との間に小路があった。大路南側の一番奥になる。                 |
| 大和楼   | 8    | 1    | 9    | 12番地。裏に病院があった。今万楼との間に小路があり、大路北側の一番奥になる。 |
| 今万楼   | 10   | 3    | 13   | 13番地。大和楼との間に小路があった。                                         |
| 大万楼   | 9    | 6    | 15   | 14番地。                                                                     |
| 藤本楼   | 10   | 1    | 11   | 15番地。弥生楼との間に小路があった。                                         |
| 弥生楼   | 8    | 1    | 9    | 16番地。両側に小路があった。                                                 |
| 桝万楼   | 11   | 2    | 13   | 17番地。弥生楼との間に小路があった。                                         |
| 万華楼   | 8    | 3    | 11   | 18番地。                                                                     |
| 福万楼   | 4    | 0    | 4    | 19番地。                                                                     |
| 楓楼     | 7    | 0    | 7    | 20番地。                                                                     |
| 但清楼   | 5    | 0    | 5    | 21番地。大門を入ってすぐ左側に存在した。                                     |
| 合計     | 186  | 36   | 222  | 番地は大正元年当時に振られたものであり、現在の番地とは異なる。               |

### 地名の由来
八王子遊廓が置かれた際に呼ばれていた通称のうちのひとつからとられた。遊廓が移る前は田地であった事から名付けられた。

### 沿革
- 1893年 (明治26年）8月6日 - 八王子大横町の「新万楼」から出火、八日町・本町の702戸を焼く。大火後甲州街道沿い横山町等に散在していた遊廓を元横山町妙薬寺裏の田地に移すことが議決される[5][6]。
- 1894年（明治27年） - 元横山町妙薬寺裏の八王子遊廓が当局に指定される[6]。しかし貸座敷業者は移転する事無く元の場所に貸座敷を再建、営業を続けた。
- 1897年（明治30年）4月22日 - 大横町の工場を火元とした八王子大火発生。これを受けて貸座敷が指定地に移転される[6]。
- 1912年（大正元年）10月1日 - 八王子遊廓とその周囲の宅地及び田地が元横山町から分離し、八王子町の正式な町名となる[5][6]。
- 1917年（大正6年）9月1日 - 八王子市市制施行のため、八王子市の町名となる[5]。
- 1958年（昭和33年）4月1日 - 売春防止法施行により、八王子遊廓が廃止される[6]。
- 1970年（昭和45年） - 3月1日。住居表示実施。（旧）1～32番地を（新）1～8番地に変更。元横山町の一部を田町に、田町の一部を元横山町3丁目に編入する[5]。

### 史跡
- 福田荘 - 木造アパート。残存する数少ない妓楼建築。

## 世帯数と人口
2017年（平成29年）12月31日現在の世帯数と人口は以下の通りである。
| 町丁 | 世帯数  | 人口  |
| ---- | ------- | ----- |
| 田町 | 195世帯 | 266人 |

## 小・中学校の学区
市立小・中学校に通う場合、学区は以下の通りとなる。
| 番地 | 小学校               | 中学校               |
| ---- | -------------------- | -------------------- |
| 全域 | 八王子市立第一小学校 | 八王子市立第五中学校 |

## 交通

### 鉄道
町域内に鉄道は通っていない。最寄りの駅はJR東日本八王子駅北口になる。

## 施設
- 八王子食糧倉庫